# Jim Pillen
Jim Pillen (Columbus, Nebraska; 31 de diciembre de 1955)es un político y veterinario estadounidense, actual gobernador de Nebraska desde enero de 2023. Un ganadero con sede en Columbus, Nebraska, Pillen es miembro de la Junta de Regentes del Estado de Nebraska y su expresidente.

## Temprana edad y educación
Pillen nació en Columbus, Nebraska. Después de graduarse de Lakeview Junior-Senior High School en 1974, obtuvo una licenciatura en ciencias animales de la Universidad de Nebraska–Lincoln y un Doctorado en Medicina Veterinaria de la Facultad de Medicina Veterinaria de la Universidad Estatal de Kansas.
De 1975 a 1978, fue back defensivo del equipo de fútbol Nebraska Cornhuskers bajo la dirección de Tom Osborne. Pillen fue incluido en el Salón de la Fama del Fútbol Americano de Nebraska en 2004.

## Carrera profesional
Pillen es veterinario en ejercicio y también trabaja como presidente de Pillen Family Farms. La empresa, que opera con miembros de la familia de Pillen, adquirió DNA Genetics en 2003. Pillen también ha trabajado como presidente de la Cámara de Comercio del Área de Columbus y presidente de la Junta Directiva del Hospital Comunitario de Columbus. Pillen ha sido miembro de la Junta de Regentes de la Universidad de Nebraska (que gobierna el Sistema de la Universidad de Nebraska) desde 2012, ocupando el cargo de vicepresidente y presidente en 2018 y 2020, respectivamente.
Pillen es el candidato republicano en las elecciones para gobernador de Nebraska de 2022. Durante las elecciones primarias republicanas, se negó a debatir con sus principales rivales. Pillen fue respaldado por el gobernador titular Pete Ricketts y la exgobernadora Kay A. Orr. En un campo repleto de candidatos primarios, Pillen ganó la nominación con aproximadamente el 33,75% de los votos, derrotando a Charles Herbster (quien recibió el 30,13%), Brett Lindstrom (25,68%) y Theresa Thibodeau (6,05%). El compañero de fórmula de Pillen es el exfiscal federal Joseph P. Kelly. Pillen hizo campaña para oponerse al aborto y a la teoría crítica de la raza.
En las elecciones generales, Pillen se negó a debatir con su oponente demócrata Carol Blood.

## Vida personal
Pillen y su esposa, Suzanne, tienen cuatro hijos y siete nietos. Pillen es católico.